# La Chaze-de-Peyre
La Chaze-de-Peyre ist eine ehemalige französische Gemeinde mit 321 Einwohnern (Stand: 1. Januar 2022) im Département Lozère in der Region Okzitanien.
Sie wurde mit Wirkung vom 1. Januar 2017 mit den vormaligen Gemeinden Aumont-Aubrac, Fau-de-Peyre, Javols, Sainte-Colombe-de-Peyre und Saint-Sauveur-de-Peyre zu einer Commune nouvelle mit dem Namen Peyre en Aubrac zusammengeschlossen. Sie hat seither dort den Status einer Commune déléguée.

## Lage
Nachbarorte sind Fau-de-Peyre im Nordwesten, Aumont-Aubrac im Nordosten und im Osten, Saint-Sauveur-de-Peyre im Südosten, Sainte-Colombe-de-Peyre im Süden und Prinsuéjols im Südwesten.
Durch den Ort führt der als „GR 65“ gekennzeichnete Jakobsweg Via Podiensis.

## Bevölkerungsentwicklung
| Jahr      | 1962 | 1968 | 1975 | 1982 | 1990 | 1999 | 2008 | 2014 |
| --------- | ---- | ---- | ---- | ---- | ---- | ---- | ---- | ---- |
| Einwohner | 369  | 301  | 261  | 252  | 210  | 206  | 247  | 314  |